# Carlo Carafa

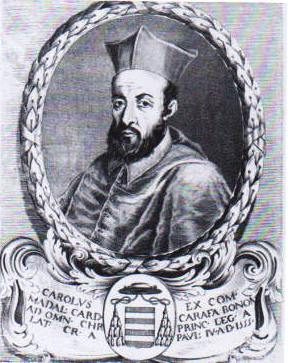
Carlo Carafa

Carlo Carafa (Napels, 29 maart 1517 - Rome, 4 maart 1561) was een Italiaans kardinaal uit het adellijk geslacht der Carafa/Caraffa.

## Familie
De machtige adellijke familie Carafa was afkomstig uit het koninkrijk Napels. Van de 15e tot 19e eeuw waren er tientallen kardinalen, bisschoppen en prelaten met de naam Carafa. De adellijke familie leefde vertakt in vele Italiaanse vorstendommen. Carlo Carafa was de derde zoon van Giovanni Alfonso Carafa, graaf van Montorio, en van Caterina Cantelmo. Zijn oudste broer Giovanni Carafa was hertog van Paliano en zijn tweede broer Antonio Carafa was markies van Montebello en zou later de brutale commandant van de pauselijke legers worden. De oom van Carlo, was de latere paus Paulus IV.

## Militair of huurling?
Hij begon zijn carrière aan het pompeuze hof van kardinaal Pompeo Colonna in Rome en in 1534 werd hij ridder van de Orde van Sint-Jan van Jeruzalem. Hij liet zich betalen voor veldtochten in Italië en Duitsland. Hij werd uit zijn vaderland Napels verbannen omwille van bendevorming en geweld. In Corsica kreeg hij het ook lastig aangezien hij mede beschuldigd werd van een moordpartij op Spaanse soldaten.

## Kardinaal-nepoot
In 1555 bereikte de familie Carafa het hoogtepunt van haar macht met de verkiezing van Gian Pietro Carafa tot paus Paulus IV. Deze bijna 80-jarige paus had zijn hele leven voor kerkelijke hervormingen gepleit maar veranderde van gedacht na zijn pausverkiezing: zijn familie werd zo veel mogelijk bevoordeeld en bediend. Carlo werd tot kardinaal-nepoot benoemd, alsook tot staatssecretaris van de Pauselijke Staat. Hij voerde, samen met zijn oom, een pro-Franse politiek. Vermoedelijk wou hij van de Franse koning een prinsdom in Toscane bekomen. Pas na een militaire overwinning van de Spaanse hertog van Alva in Rome (Vrede van Cave 1557) moest de pauselijke hofhouding van kamp veranderen. Staatssecretaris Carafa volgde een Spaanse politiek. Carlo Carafa was in Rome berucht voor zijn geweldplegingen en corruptie. Hij maakte er zich niet populair mee in Rome.
Hij zat een commissie van kardinalen voor, die samen met de Leuvense theoloog Sonnius, een hervorming van de bisdommen in de Spaanse Nederlanden moest doorvoeren, op bevel van de Spaanse koning Filips II. Carafa was niet gehaast, net zomin als de andere kardinalen.   
In 1559 moest zijn oom paus Paulus IV hem uit zijn ambten ontzetten wegens een beschuldiging van homoseksualiteit. Hij werd vervangen door zijn neef, Alfonso Carafa. Carlo Carafa bleef kardinaal maar met een andere titelkerk.

## Arrestatie
In 1559 nam hij deel aan het conclaaf voor een pausverkiezing voor de opvolger van zijn oom. Het werd paus Pius IV. In juni 1560 liet paus Pius IV hem, zijn broer Giovanni en zijn neef kardinaal Alfonso Carafa, arresteren. Carlo en Giovanni werden beschuldigd van corruptie. De beide broers werden veroordeeld tot de dood door wurging (1561). Alfonso kon zich vrijkopen.